# Stadion Nieftianik w Ufie
Nieftianik – stadion piłkarski w rosyjskim mieście Ufa. Powstał w latach 60. XX wieku, zrekonstruowany w latach 2012—2015. Domowe mecze rozgrywa tu klub piłkarski FK Ufa, do 2015 roku występujący na stadionie Dinamo.